# Alfredo Azurín
Alfredo Azurín Loaiza (Abancay, 31 de octubre de 1960) es un retirado de la Policía y político peruano. Es congresista de la República para el periodo parlamentario 2021-2026.

## Biografía
Nació el 31 de octubre de 1960, en la ciudad de Abancay.
Se hizo popular por participar en la versión peruana del programa de televisión Alerta aeropuerto, junto a otros oficiales, en el que se mostraba el día a día en el Aeropuerto Jorge Chávez.

## Carrera política

### Congresista
En las elecciones generales de 2021, postuló para congresista de la república por Lima Metropolitana y resultó elegido con 23626 votos para el periodo parlamentario 2021-2026.
En febrero de 2023, Azurín fue anunciado por su bancada como candidato a la segunda vicepresidencia de la Mesa Directiva debido a la renuncia de Digna Calle. Compitió junto con otros cuatro candidatos quedando en segunda vuelta con Silvia Monteza, de Acción Popular, y al finalizar los resultados, Monteza logró ser triunfadora con la mayoría de votos.